# Grand Prix Itálie 1978
Grand Prix Itálie 1978 (oficiálně XLVIII Gran Premio d'Italia) se jela na okruhu Autodromo Nazionale Monza v Monze v Itálii dne 10. září 1978. Závod byl čtrnáctým v pořadí v sezóně 1978 šampionátu Formule 1.

## Závod
| Poř.   | No. | Jezdec                | Konstruktér        | Počet kol | Čas/Odstoupení | Pořadí na startu | Body |
| ------ | --- | --------------------- | ------------------ | --------- | -------------- | ---------------- | ---- |
| 1      | 1   | Niki Lauda            | Brabham-Alfa Romeo | 40        | 1:07:04.54     | 4                | 9    |
| 2      | 2   | John Watson           | Brabham-Alfa Romeo | 40        | +1.48          | 7                | 6    |
| 3      | 11  | Carlos Reutemann      | Ferrari            | 40        | +20.47         | 11               | 4    |
| 4      | 26  | Jacques Laffite       | Ligier-Matra       | 40        | +37.53         | 8                | 3    |
| 5      | 8   | Patrick Tambay        | McLaren-Ford       | 40        | +40.39         | 19               | 2    |
| 6      | 5   | Mario Andretti        | Lotus-Ford         | 40        | +46.33         | 1                | 1    |
| 7      | 12  | Gilles Villeneuve     | Ferrari            | 40        | +48.48         | 2                |      |
| 8      | 14  | Emerson Fittipaldi    | Fittipaldi-Ford    | 40        | +55.24         | 13               |      |
| 9      | 29  | Nelson Piquet         | McLaren-Ford       | 40        | +1:06.83       | 24               |      |
| 10     | 22  | Derek Daly            | Ensign-Ford        | 40        | +1:09.11       | 18               |      |
| 11     | 4   | Patrick Depailler     | Tyrrell-Ford       | 40        | +1:16.57       | 16               |      |
| 12     | 20  | Jody Scheckter        | Wolf-Ford          | 39        | +1 kolo        | 9                |      |
| 13     | 27  | Alan Jones            | Williams-Ford      | 39        | +1 kolo        | 6                |      |
| 14     | 33  | Bruno Giacomelli      | McLaren-Ford       | 39        | +1 kolo        | 20               |      |
| NC     | 17  | Clay Regazzoni        | Shadow-Ford        | 33        | +7 kol         | 15               |      |
| Ret    | 35  | Riccardo Patrese      | Arrows-Ford        | 28        | Motor          | 12               |      |
| Ret    | 7   | James Hunt            | McLaren-Ford       | 19        | Distributor    | 10               |      |
| Ret    | 37  | Arturo Merzario       | Merzario-Ford      | 14        | Motor          | 22               |      |
| Ret    | 15  | Jean-Pierre Jabouille | Renault            | 6         | Motor          | 3                |      |
| Ret    | 6   | Ronnie Peterson       | Lotus-Ford         | 0         | Fatální kolize | 5                |      |
| Ret    | 3   | Didier Pironi         | Tyrrell-Ford       | 0         | Kolize         | 14               |      |
| Ret    | 16  | Hans-Joachim Stuck    | Shadow-Ford        | 0         | Kolize         | 17               |      |
| Ret    | 30  | Brett Lunger          | McLaren-Ford       | 0         | Kolize         | 21               |      |
| Ret    | 19  | Vittorio Brambilla    | Surtees-Ford       | 0         | Kolize         | 23               |      |
| DNQ    | 25  | Héctor Rebaque        | Lotus-Ford         |           |                |                  |      |
| DNQ    | 10  | Harald Ertl           | ATS-Ford           |           |                |                  |      |
| DNQ    | 9   | Michael Bleekemolen   | ATS-Ford           |           |                |                  |      |
| DNQ    | 18  | Gimax                 | Surtees-Ford       |           |                |                  |      |
| DNPQ   | 23  | Harald Ertl           | Ensign-Ford        |           |                |                  |      |
| DNPQ   | 32  | Keke Rosberg          | Wolf-Ford          |           |                |                  |      |
| DNPQ   | 36  | Rolf Stommelen        | Arrows-Ford        |           |                |                  |      |
| DNPQ   | 38  | Alberto Colombo       | Merzario-Ford      |           |                |                  |      |
| Zdroj: |     |                       |                    |           |                |                  |      |

## Průběžné pořadí po závodě
Pohár jezdců
| Pořadí | Jezdec            | Body |
| ------ | ----------------- | ---- |
| 1      | Mario Andretti    | 64   |
| 2      | Ronnie Peterson   | 51   |
| 3      | Niki Lauda        | 44   |
| 4      | Carlos Reutemann  | 35   |
| 5      | Patrick Depailler | 32   |
| Zdroj: |                   |      |

Pohár konstruktérů
| Pořadí | Konstruktér        | Body |
| ------ | ------------------ | ---- |
| 1      | Lotus-Ford         | 86   |
| 2      | Brabham-Alfa Romeo | 53   |
| 3      | Ferrari            | 40   |
| 4      | Tyrrell-Ford       | 36   |
| 5      | Ligier-Matra       | 19   |
| Zdroj: |                    |      |